# Michelle Rowen
Michelle Rowen (Toronto, 1971), também conhecida pelos pseudônimos Morgan Rhodes e Michelle Maddox, é uma escritora canadense de romances de fantasia.

## Biografia
Morgan Rhodes vive em Ontário, Canadá. Além de escrever, Morgan gosta de fotografar, viajar e assistir a reality shows. Ela é uma leitora extremamente exigente, mas voraz, de todos os tipos de livros. Como Michelle Rowen, ela é uma autora best-seller nacional de muitos romances paranormais.
Ela fez parte da lista de escritores mais vendidos do New York Times. Ela é uma ex-designer gráfica.
Sobre o começo em escrever ela declara:

Sempre gostei de ler e sabia que queria ser escritora desde criança. Gosto do controle de contar uma história do jeito que quero, porque nem sempre concordei com a forma como outros autores escreveram seus livros e adoraria um final diferente, por exemplo.
Os autores que ela gosta e que influenciaram a sua escrita são Laurell K. Hamilton com a série da personagem Anita Blake, Tanya Huff, Christopher Moore, Stephen King e Meg Cabot. Ela se declara eclética na variedade de escritores.

## Livros como Michelle Rowen

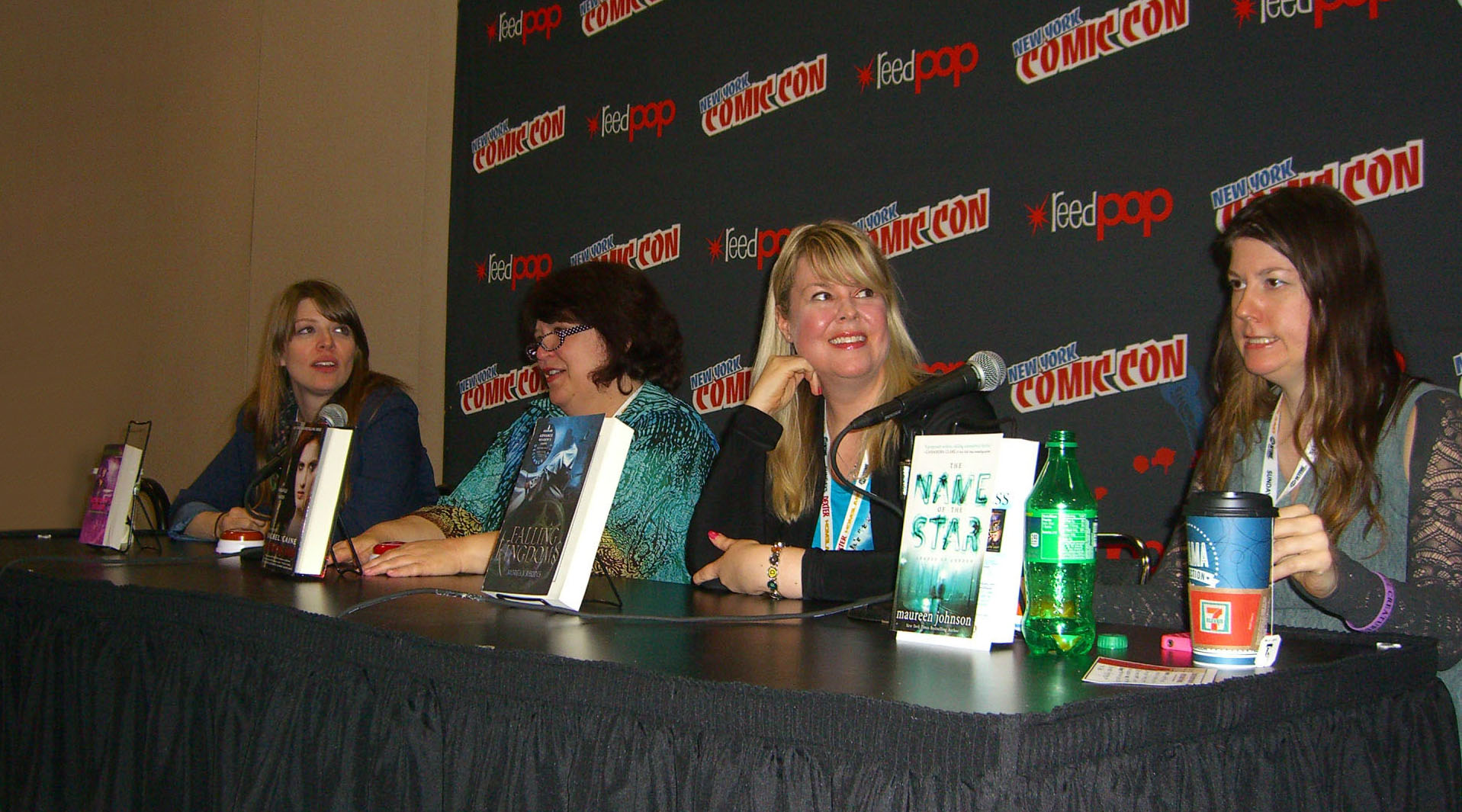
Michelle, terceira da esquerda para a direita, durante a Comic Con de New York em 2012

### Immortality Bites
- Bitten and Smitten (2006)
- Fanged and Fabulous (2007)
- Lady & the Vamp (2008)
- Stakes & Stilettos (2009)
- Tall, Dark & Fangsome (2009)

### Demon Princess
- Reign or Shine (2009)
- Reign Check (2010)
- Reign Fall (2012)

### Living in Eden
- The Demon in Me (2010)
- Something Wicked (2010)
- That Old Black Magic (2011)

### Nightshade
- Nightshade (2011)
- Bloodlust (2011)

### Immortality Bites Mystery / Sarah Dearly
- Blood Bath and Beyond (2012)
- Bled & Breakfast (2013)
- From Fear to Eternity (2014)

### Nightwatchers
- Dark Kiss (2012)
- Wicked Kiss (2013)

### Outros romances
- Angel with Attitude (2006)
- Touch and Go (2010)
- Echoes (2014)

## Livros como Morgan Rhodes

### Série A Queda dos Reinos
1. Falling Kingdoms (2012) A Queda dos Reinos (Seguinte, 2013)
2. Rebel Spring (2013) A Primavera Rebelde (Seguinte, 2013)
3. Gathering Darkness (2014) A Ascensão das Trevas  (Seguinte, 2014)
4. Frozen Tides (2015) Maré Congelada  (Seguinte, 2016)
5. Crystal Storm (2016) Tempestade de Cristal  (Seguinte, 2017)
6. Immortal Reign (2018) Reinado Imortal  (Seguinte, 2018)

#### Livros relacionados
- Crimson Dagger (2016)
- Obsidian Blade (2016)
- Echoes and Empires (2022)

### Spirit and Thieves
- A Book of Spirits and Thieves (2015)
- The Darkest Magic (2016)
- The Cursed Heir (2020)

## Livros como Michelle Maddox
- Let There Be Peace (2013)
- Countdown (2008) (Livro 7, na série de vários autores: Shomi)